# Њекладхаза
Њекладхаза (мађ. Nyékládháza) је историјски град у северној Мађарској, у жупанији Боршод-Абауј-Земплен (Borsod-Abaúj-Zemplén). Удаљен је 20 kilometres (12 miles) од Мишколца, главног града регије.

## Историја
Подручје је насељено од давнина. археолошки налази укључују аварско гробље. Села Мезењек и Ладхаза настала су у време насељавања Мађара на ове пределе, први пут се помињу 1270. односно 1293. године, иако је Мезењек тада имао другачије име и тек од 14. века је добио своје данашње име. Промене имена указују на то да су села више пута рушена, али да су се изнова обнављала.
Два села су уједињена 1932. под именом Њекладхаза. Село је добило статус града 2003. године.
Локалну римокатоличку цркву изградио је и у потпуности финансирао 1943. земљопоседник Јожеф Ленц (1897—1965), који је био и трговачки саветник и трговац. Јожеф Ленц је цркву поклонио граду и цркви, а у крипти храма је сахрањен његов син витез Јожеф Ленц (1922—1942), који је погинуо у Другом светском рату. Његова ћерка, Клара Ленц (1924—2013) Гобелин таписерист, која је била супруга мађарског племића Ендреа Фаркаша де Болдогфе (1908—1994), мајора Генералштаба мађарских војски током Другог светског рата, поклонила је део своје збирке таписерија граду.

## Становништво
Године 2001. скоро 100% становништва насеља су били Мађари.
Током пописа из 2011. године, 89% становника се изјаснило као Мађари, 0,2% као Роми, 0,5% као Немци, 0,2% као Румуни и 0,2% као Русини (10,9% се није изјаснило,због двојног држављанстваможе бити већи од 100%). 
Верска дистрибуција је била следећа: римокатолици 36,1%, реформисани 20,8%, гркокатолици 3,3%, лутерани 0,6%, неденоминациони 12,4% (26% се није изјаснило).